# Igreja de Nossa Senhora das Dores (Macau)

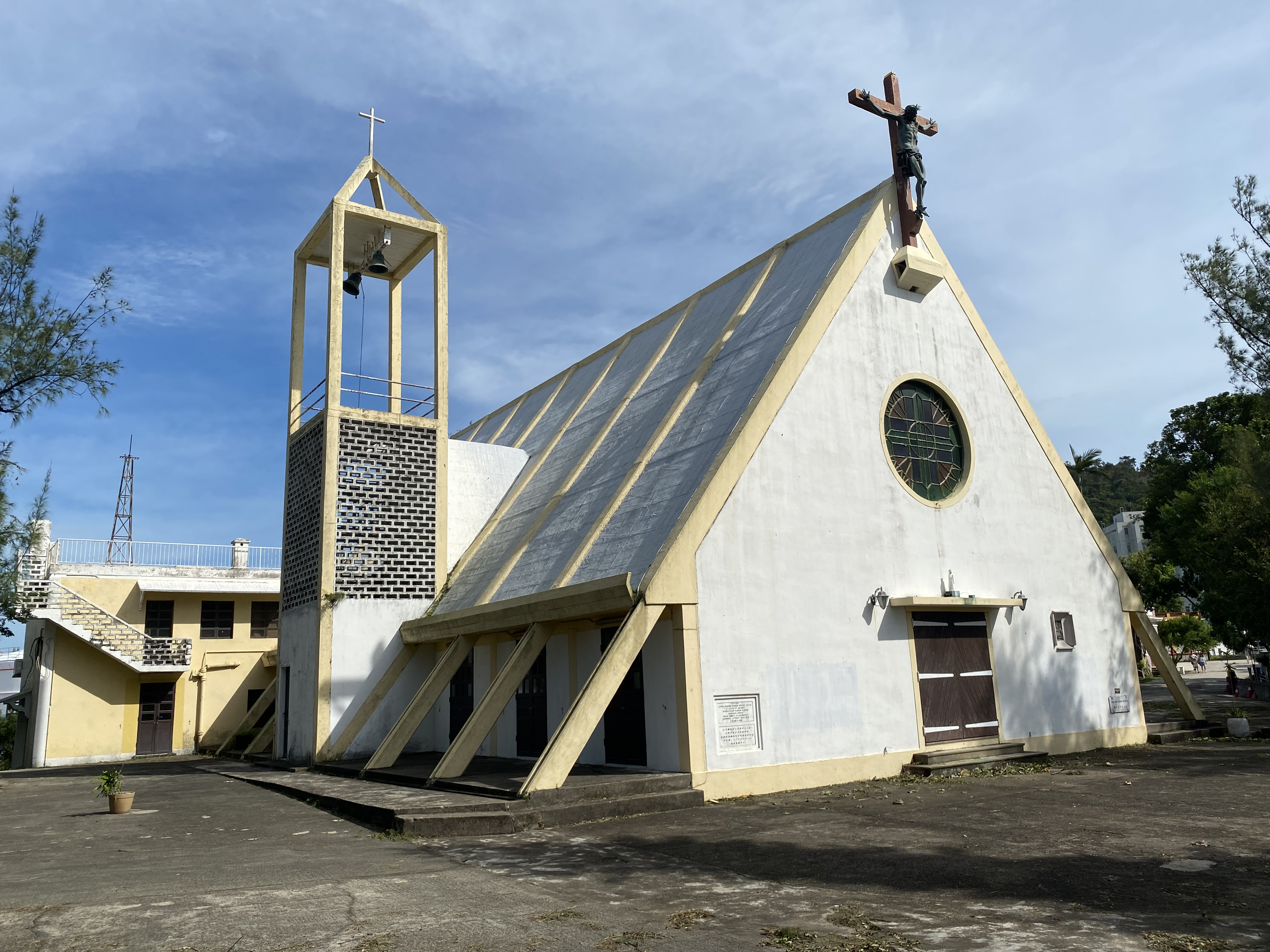
A Igreja de Nossa Senhora das Dores

A Igreja de Nossa Senhora das Dores foi construída em 1966, durante o bispado de D. Paulo José Tavares, para servir as necessidades religiosas de Ká-Hó (Coloane), onde, naquela época, viviam as famílias de leprosos curados e alguns doentes novos. Tem um magnífico crucifxo de bronze sobre a porta do norte. Foi construída e oferecida a Ká-Hó pelo escultor italiano Francisco Messima. Oseo Leopoldo Goffredo Acconci, também um escultor italiano, contribuiu também na construção desta pequena e moderna igreja, dedicada à Nossa Senhora das Dores, a protectora dos doentes.